# Pistolet maszynowy Tikkakoski M/44
Tikkakoski M/44 – fiński pistolet maszynowy z okresu II wojny światowej. Bezlicencyjna kopia sowieckiego PPS.

## Historia
W 1943 roku w ręce fińskich żołnierzy wpadły pierwsze egzemplarze nowego sowieckiego pistoletu maszynowego – PPS-42. Nowa konstrukcja wzbudziła duże zainteresowanie fińskich wojskowych. W tym czasie przepisowym pistoletem armii fińskiej był Suomi. Była to broń udana, ale o zbyt dużej masie i produkowana czaso- i materiałochłonnymi metodami. Tymczasem PPS-42 nie dość, że lżejszy od Suomi był produkowany nowocześniejszymi metodami. Dlatego po testach postanowiono przystosować PPS do potrzeb armii fińskiej i uruchomić jego produkcję seryjną. Główną modyfikacją było przystosowanie broni do zasilania nabojem 9 mm Parabellum ze standardowych magazynków pm Suomi. W związku z tym broń wyposażono w lufę kalibru 9 mm, a zamek zmodyfikowano aby mógł dosyłać naboje z magazynków z jednopozycyjnym wyprowadzeniem (magazynek PPS miał dwupozycyjne wyprowadzenia). Zmianom uległa także mieszcząca gniazdo magazynka komora spustowa w której pojawiło się wycięcie umożliwiające przyłączanie czterorzędowych magazynków pudełkowych i magazynków bębnowych.
Po testach nowa broń została przyjęta do uzbrojenia. Z uwagi na obciążenie zamówieniami zakładów Sako i VKT produkcję broni miała podjąć prywatna firma Tikkakoski Oy należąca do Williego Daugsa. Początkowo planowano produkcję 50 000 egzemplarzy pistoletu maszynowego M/44, ale ostatecznie do końca 1945 powstało ich tylko 10 000. Później z wyprodukowanych w czasie wojny podzespołów złożono jeszcze kilkaset pistoletów maszynowych tego typu. Pomimo wyprodukowania kilku tysięcy egzemplarzy M/44 broń tego typu nie zdążyła trafić w ręce żołnierzy przed wycofaniem się Finlandii z wojny. Po wojnie produkcji nie kontynuowano z uwagi na posiadanie w arsenale 40 000 egzemplarzy pistoletu maszynowego Suomi i braku potrzeby produkcji nowych pistoletów maszynowych. W latach 50., kiedy postanowiono wycofać z uzbrojenia większość pm Suomi tańszym rozwiązaniem niż wznowienie produkcji M/44 okazała się wymiana barterowa w ramach której armia fińska przekazała firmie Interarmco 74 381 karabinów Carcano M/38, 217 karabinów maszynowych M/21 i 2 117 karabinów maszynowych M/15 i otrzymała w zamian 76 115 pistoletów maszynowych Sten w wersjach Mk II i Mk III plus 379 500 magazynków. W latach 70. M/44 został wycofany z uzbrojenia oddziałów liniowych i trafił do magazynów mobilizacyjnych, a w latach 90. XX wieku został ostatecznie wycofany z uzbrojenia.

## Konstrukcja
Pistolet maszynowy Tikkakoski M/44 działał na zasadzie wykorzystania energii odrzutu zamka swobodnego (strzelanie z zamka otwartego). Zasilany był z dwurzędowego magazynka pudełkowego z jednorzędowym wyprowadzeniem o pojemności 20, 36 lub 50 nabojów, albo czterorzędowego magazynka pudełkowego o pojemności 40 naboi lub magazynka bębnowego o pojemności 71 naboi. Mechanizm uderzeniowy igliczny ze stałą iglicą osadzoną w zamku. Mechanizm spustowy tylko na ogień ciągły. Wyrzutnikiem łusek był przedni koniec żerdzi sprężyny powrotnej. Bezpiecznik od przypadkowych wystrzałów po przesunięciu unieruchamia zaczep zamka i zamek w obu położeniach: przednim i tylnym. Lufa otoczona była osłoną, której przednia część pełniła funkcję hamulca wylotowego i osłabiacza podrzutu. Kolba metalowa, składana pod spód broni.